# Journal of Aging Studies
Journal of Aging Studies es una revista científica trimestral revisada por pares centrada en el estudio del envejecimiento y temas relacionados. Su ámbito disciplinario es amplio, incluyendo las ciencias sociales, las ciencias del comportamiento y las humanidades . Fue establecido en 1987 por Jaber F. Gubrium (Universidad de Misur), y es publicado por Elsevier. La editora en jefe es Renée Lynn Beard (Colegio de la Santa Cruz ). Según el Journal Citation Reports , la revista tiene en 2019 un factor de impacto de 2.078.
La revista enfatiza la innovación y la crítica, nuevas direcciones en general, independientemente de la orientación teórica o metodológica o la disciplina académica. 

## Métricas de revista
2022
- Web of Science Group : 2.078
- Índice h de Google Scholar: 69
- Scopus: 2.575